# Alexander Mackenzie (upptäcktsresande)
Alexander Mackenzie, född 1764 i Stornoway på Lewis, Skottland, död 12 mars 1820 i Mulinearn nära Dunkeld, Skottland, var en skotsk-kanadensisk pälshandlare, upptäcktsresande och författare, känd genom sina upptäcktsresor i norra Nordamerika. 
Alexander Mackenzie var den förste europé som korsade den nordamerikanska kontinenten norr om Mexiko och har gett namn åt Mackenziefloden. Han adlades 1802 som belöning för sina geografiska upptäckter.

## Ungdom och tidigt liv
Alexander Mackenzie var son till Kenneth Mackenzie, en framstående lokal köpman, och Isabella Maciver, dotter till en lokal jordägare. Sedan Mackenzies mor dött, flyttade hans far 1774 med delar av sin familj till New York där han hade en bror. När det amerikanska frihetskriget bröt ut, tog de båda bröderna värvning vid King's Royal Regiment of New York, ett lojalistiskt förband där fadern blev officer 1776. Tillsammans med sina fastrar flydde Alexander från New York till Mohawk Valley. När förhållandena även där blev svåra för lojalisterna skickades han 1778 till Montréal.
I sin hembygd på Yttre Hebriderna hade Alexander gått i sockenskolan och lärt sig läsa, räkna och skriva. Han hade förmodligen också fått lära sig köpmanskapets grunder av sin far: balansräkning, inventering, inköp, försäljning och hur man handskas med kunderna. I Montréal fortsatte hans skolgång till 1779, då han blev lärling i pälshandelsfirman Finlay & Gregory (omdanad till Gregory, MacLeod & Company 1783). Av en pälshandelslärling krävdes kunskaper i flera språk, åtminstone engelska vilket var handelsspråket, franska som var arbetarnas språk och kanske också ett indianspråk. Förutom vad han redan lärt av sin far, lärde sig Alexander nu vilka varor som var attraktiva för de indianska kunderna och hur man värderade och behandlade pälsverk. Han måste också lära sig att vara arbetsledare, bourgeois, för de voyageurer och andra arbetare som företaget hade anställda.
Efter fem år i företaget blev Mackenzie 1784 anförtrodd en mindre varulast vilken han med god vinst avsatte i Detroit i nuvarande Michigan. Han blev nu erbjuden ett delägarskap i företaget under förutsättning att han övervintrade som dess agent i Grand Portage, pälshandelsnavet i nuvarande Minnesota. Året därpå blev han tilldelad ansvaret för företagets handelsstation Île-à-la-Crosse vid Churchillfloden i nuvarande Saskatchewan. Gregory, MacLeod & Company slogs samman med Nordvästkompaniet 1787 och Alexander Mackenzie erhöll en av handelskompaniets tjugo andelar. Han blev nu snart faktor för kompaniets handelsstation Fort Chipewyan vid Athabascasjön vilken blev bas för hans expeditioner till Norra ishavet 1789 och till Stilla Havet 1793. Dessa genomfördes på Nordvästkompaniets uppdrag för att finna en farbar sjöväg, en Nordvästpassage, genom den Nordamerikanska kontinenten till Stilla Havet.

## Expeditionen till Ishavet 1789

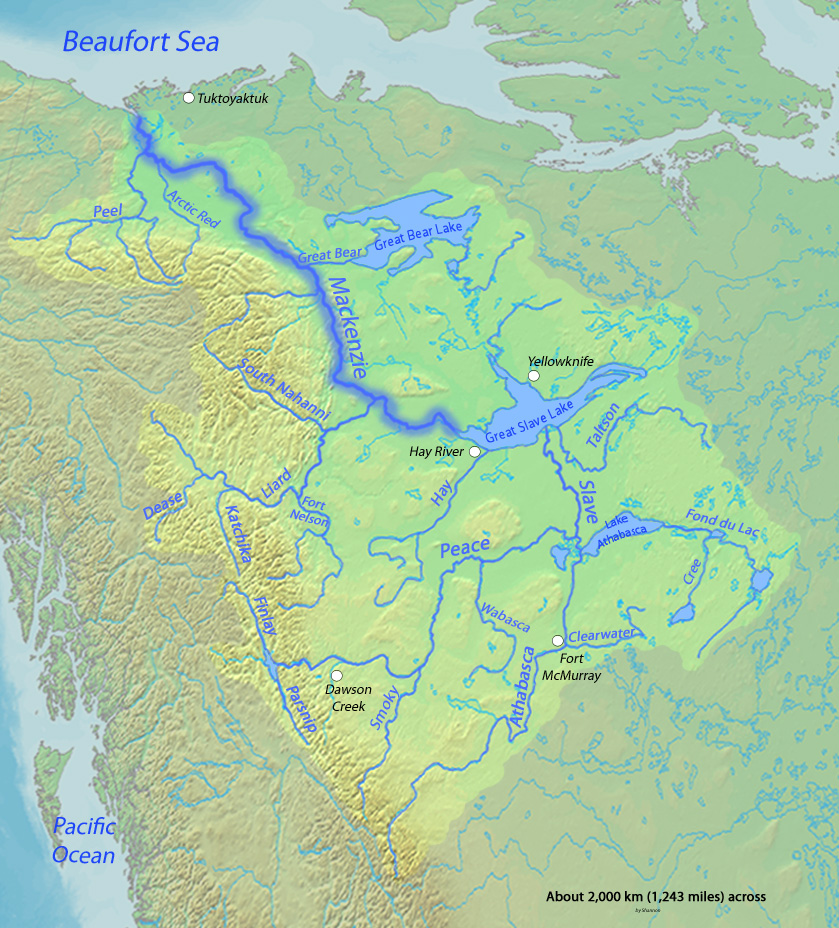
Karta över Mackenziefloden.

Pälshandlarna vid Fort Chipewyan kände till landet upp till och med Stora Slavsjön från vilken en stor flod, Deh Cho, rann. Av chipewyernas berättelser antog man att denna flod med stor sannolikhet mynnade i Stilla Havet. Mackenzie lämnade Fort Chipewyan i början på juni 1789. I sitt sällskap hade han John Steinbruck, en tyskfödd pälshandlare i Nordvästkompaniet tjänst vilken ursprungligen hade kommit till Kanada som soldat i ett av de tyska regementen vilka britterna förfogade över under det Amerikanska frihetskriget. Med på expeditionen var fyra voyageurer vilka paddlade den kanot som Mackenzie färdades i. Två av dessa hade även sina hustrur med sig. Som vägvisare och tolk medföljde i en egen kanot en chipewyisk trading captain med namn Awgeenah (vilken Mackenzie kallade English Chief), som 1771 hade ingått i Samuel Hearnes expedition till Copperminefloden, och hans två hustur. I en tredje kanot färdades två av Awgeenahs följeslagare vars uppgift var att fungera som expeditionens jägare. På den första delen av färden från Fort Chipewyan fanns även en fjärde kanot under befäl av Laurent Leroux, en annan pälshandlare i Nordvästkompaniets tjänst, vilken redan hade anlagt en handelsstation vid Stora Slavsjön.
Från Fort Chipewyan paddlade man nerför Slavfloden till man kom till Stora Slavsjön. Avfärden därifrån fördröjdes ända till slutet av juni eftersom sjön ännu var islagd. Efter omkring 500 kilometers paddling nedströms kunde Mackenzie fastslå att flodens huvudriktning ändrades i nordlig riktning och att det därför var osannolikt att den skulle utmynna i Stilla Havet. Mackenzie döpte därför floden till Disappointment River, men beslöt ändå att följa den till dess mynning. Fjorton dagar efter avfärden från Stora Slavsjön nådde man också det över 1 700 km avlägsna Norra Ishavet. Återfärden påbörjades i mitten av juli och expeditionen var tillbaka vid Fort Chipewyan tidigt i september, efter att ha färdats sammanlagt cirka 5 000 km på 102 dagar.
Expeditionens resultat var en besvikelse för Mackenzie och mottogs med likgiltighet av Nordvästkompaniets övriga delägare. Men Laurent Leroux öppnade området norr om Stora Slavsjön för Nordvästkompaniets handel. Mackenzies färd uppmuntrade också de lokala First Nations att påbörja en mellanhandel med pälsverk vilka man bytte till sig från längre bort boende människor, något som även slutligen kom Nordvästkompaniet tillgodo. Den geografiska betydelsen av expeditionen var upptäckten av en betydligt framkomligare väg till Norra Ishavet än den Samuel Hearne funnit. Mackenziefloden var också den rutt som John Franklins tredje polarexpedition använde sig av när stora delar av Kanadas och Alaskas ishavskuster kartlades 1825-1827.

## Expeditionen till Stilla Havet 1793

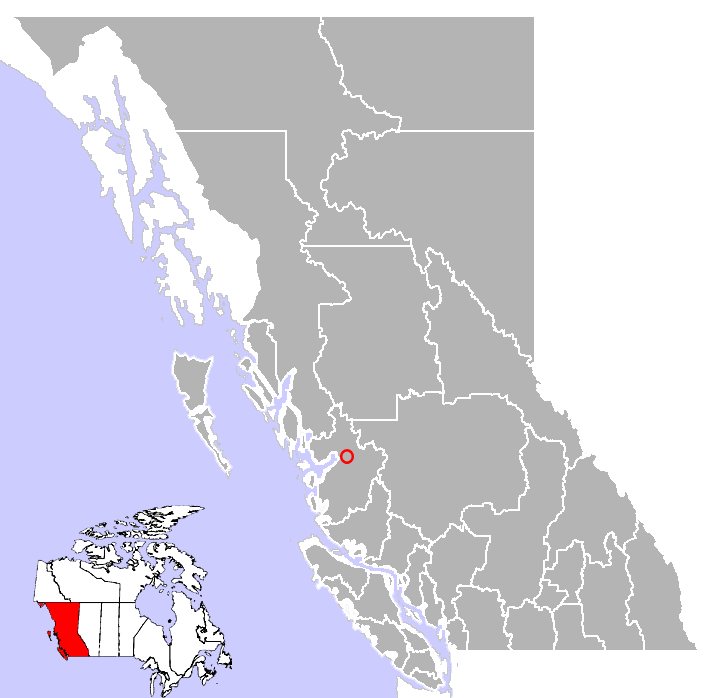
Bella Coola, platsen där Mackenzie nådda Stilla havet.

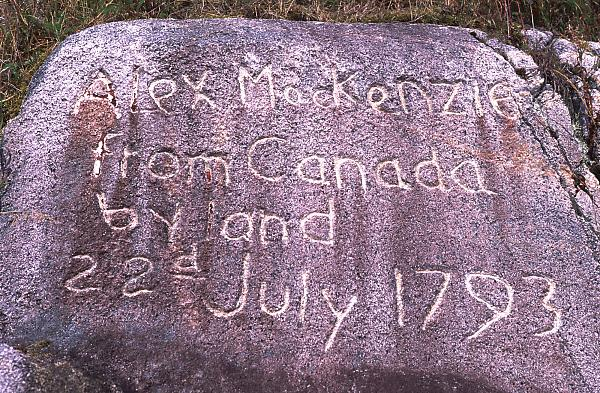
Vid Bella Coola gjorde Mackenzie denna inskrift på en klippa: “Alexander Mackenzie from Canada by land 22d July 1793.”

Mackenzie planerade att i näverkanot följa Peace River till dess källor i Klippiga Bergen och sedan till fots korsa nordamerikanska vattendelaren i förhoppning om att på andra sidan finna en flod som mynnade i Stilla Havet. På hösten 1792 lämnade Mackenzie och hans följeslagare Fort Chipewyan och paddlade uppför Peace River, där de anlade en bas – senare kallad Fort Fork – där man tillbringade vintern. I början av maj 1793 påbörjades färden mot det okända. Expeditionen bestod nu, förutom av Mackenzie, av pälshandlaren Alexander MacKay som närmaste man, två indianska tolkar och jägare, samt sex voyageurer som kanotpaddlare.
I slutet på maj hade expeditionen nått platsen där Parsnip River och Finlay River möts för att bilda Peace River. Mackenzie valde att följa Parsnip River uppströms. Under stora svårigheter tog expeditionen sig sedan över vattendelaren med sina kanoter och nådde Fraser River. Det var en för européer tidigare okänd flod och Mackenzie drog slutsatsen att han nått Columbia River och fortsatte nedströms. Efter fyra dagar mötte han lokala indianer vilka avrådde honom från att fortsätta därför att floden i dess nedre lopp var ofarbar. Den bästa vägen var istället att vända tillbaka och följa West Road Rivers dalgång västerut.
I början på juli lämnade expeditionen kanoterna där West Road River flyter samman med Fraser River och man började en fotvandring västerut längs en gammal indiansk handelsled. I mitten på juli mötte man de första nordvästkustindianerna vilka gav dem ett vänligt mottagande. Ett par dagar senare nådde han en havsvik. Närmare havet mötte han andra indianer vilka var mer fientligt inställda. Det var endast sex veckor tidigare som de för första gången mött en europé. Det var Vancouvers expedition och enligt vad indianerna själva uppgav så berodde deras fientliga inställning på den dåliga behandling de fått av Vancouver och hans män. Efter några dagar vid kusten återvände Mackenzie och hans män samma väg som de kom och i slutet på augusti var de tillbaka i Fort Fork.
Mackenzie och hans män var de första som någonsin korsat den nordamerikanska kontinenten norr om Mexiko. De andra var Lewis och Clarks expedition 1805. Stilla Havs-expeditionen hade precis som Ishavsexpeditionen på en kort tid färdats enorma sträckor utan allvarliga incidenter. Från Fort Fork till Stilla Havet och tillbaka var det 3 700 kilometer. Man upptäckte och kartlade stora landområden. Men liksom Ishavsexpeditionens kom Stilla Havs-expeditionens väg inte att ha någon praktisk betydelse som transportled för pälshandeln, eftersom den inte var farbar med kanoter hela vägen, och Mackenzie var mycket besviken över resultatet.

## Familjeliv
Alexander Mackenzie gifte sig 1812 i Skottland med Geddes Mackenzie (född 1798), med vilken han hade tre barn, men innan dess hade han sedan omkring 1785 haft en indiansk hustru, Kitty eller The Catt (död 1804), med vilken han var gift à la façon du pays. En son i detta äktenskap döptes i Montréal och arbetade som vuxen för Nordvästkompaniet. När Mackenzie på äldre dar återvände till Skottland tog han med sig sin indianska familj till Montréal och det är känt att en dotter medföljde honom över Atlanten och sedan uppfostrades av hans syster. Han kan även ha ättlingar bland nordvästkustindianerna.